# Rosie Jones
Rosie Jones (Sunbury-on-Thames, 19 luglio 1990) è una modella britannica, apparsa come ragazza della terza pagina in numerose riviste di glamour.

## Biografia
Rosie Jones ha frequentato la Scuola Primaria Cattolica Sant'Ignazio e il College Cattolico San Paolo a Sunbury-on-Thames, dove ha ottenuto i massimi voti in psicologia, pensiero critico, scienze della comunicazione, teatro e studi generali.

### Carriera
Rosie Jones è entrata nel Samantha Bond Management e ha iniziato a posare nel 2008, all'età di 17 anni. A 18 anni ha iniziato a posare nuda per la terza pagina del quotidiano britannico The Sun. Attualmente è una modella a tempo pieno per riviste come Nuts, Loaded, FHM e Front.
Nel 2009 è stata invitata al PES Rankings UK Main Event per autografare poster e consegnare il premio dell'evento.
Nel 2010 è apparsa nel video musicale You Can Dance di Bryan Ferry.
Nell'agosto del 2010 ha raccolto soldi per Help for Heroes scalando il monte Toubkal in Marocco.

## Premi e onorificenze
Rosie Jones ha stabilito un Guinness World Record per il maggior numero di reggiseni tolti e rimessi in un minuto nel novembre del 2009 con un record di sette reggiseni.
Rosie Jones è stata eletta "Donna più sexy del 2010" dai visitatori del sito web di Nuts, con oltre un milione di voti, e di nuovo nel 2011.